# Monte Beshtor
O monte Beshtor é uma montanha da cordilheira de Pskem, na extremidade nordeste do Usbequistão, com 4 299 metros de altitude. Faz parte do Parque Nacional de Ugam-Chatkal e da província
de Tasquente, numa região que é quase um enclave usbequistanês entre o Cazaquistão (a noroeste) e o Quirguistão (a sudeste), cujas fronterias ficam a cerca de 10 km da montanha. É o segundo cume mais alto da cordilheira de Pskem; o mais alto, o Adelunga Toghi, com mais dois metros, fica a curta distância, a nordeste do Beshtor.